# ناوگان جنگی ویژه نیروی دریایی جمهوری کره
ناوگان جنگی ویژه نیروی دریایی جمهوری کره (کره‌ای: 대한민국 해군 특수전전단) یگان نیروهای ویژه و ضدتروریسم زیرمجموعه نیروی دریایی جمهوری کره است، که در سال ۱۹۵۵ تأسیس شد.